# Bobenthaler Knopf
Der Bobenthaler Knopf ist ein Berg von 533,9 m ü. NHN Höhe im Wasgau, der vom Südteil des Pfälzerwalds gebildet wird.  

## Geographie
Der Berg erhebt sich auf der Gemarkung der Ortsgemeinde Bobenthal, der er seinen Namen verdankt. Sein Gipfel liegt etwa 1,5 km östlich des Siedlungsgebiets und nur gut 2 km von der Grenze zwischen Deutschland und Frankreich entfernt. Umgebende Berge auf deutscher und französischer Seite wie der Große Humberg (455 m) im Westen, der Krumme Ellenbogen (514,7 m) im Norden, der Probstberg (296,9 m) im Südosten oder der Alschberg (430,4 m) im Südwesten sind sämtlich niedriger.
Im Westen und Südwesten fällt der Berg verhältnismäßig flach zur Talaue der Lauter hin ab, die hier Wieslauter genannt wird. Im Osten ist der Abfall zum Tal des linken und gut 5 km langen Wieslauter-Zuflusses Reisbach wesentlich steiler. In einem Taleinschnitt am Südwesthang entspringt der weitere linke Wieslauter-Zufluss Bockbach, der 1 km lang ist.

## Geschichte
Im Zuge der Wasserfehde, die 1485 zwischen dem Ritter Hans von Trotha von Burg Berwartstein und der Abtei Weißenburg ausgetragen wurde, ließ der Ritter die Wieslauter beim Bobenthaler Knopf aufstauen und entzog so dem abwärts gelegenen Klosterstädtchen Weißenburg die Wasserzufuhr. Die Beschwerden der Abtei beantwortete Trotha wie von ihm geplant mit dem Einreißen des Dammes – und verursachte ohne Vorwarnung in Weißenburg eine gewaltige Überschwemmung mit erheblichen wirtschaftlichen Schäden.

## Kultur
Etwa 1,5 bis 2 km südlich des Berggipfels stehen zwei Rittersteine, die beide unter Denkmalschutz stehen:
- Nr. 3 Löffelskreuz links der Wieslauter erinnert daran, dass dort um das Jahr 1435 ein Chorherr von Gundelfingen ermordet wurde, als er nach einer Vergleichsverhandlung, die er mit dem Ritter von Burg Drachenfels, Hertwig Eckbrecht von Dürkheim, geführt hatte, an der Wieslauter abwärts zur Abtei Weißenburg zurückritt.
- Nr. 4 Eselsschleif oberhalb des Reisbachtals weist auf die Rutsche hin, über die Scheitholz von Eseln bergab geschleift wurde, um im Bach getriftet zu werden.

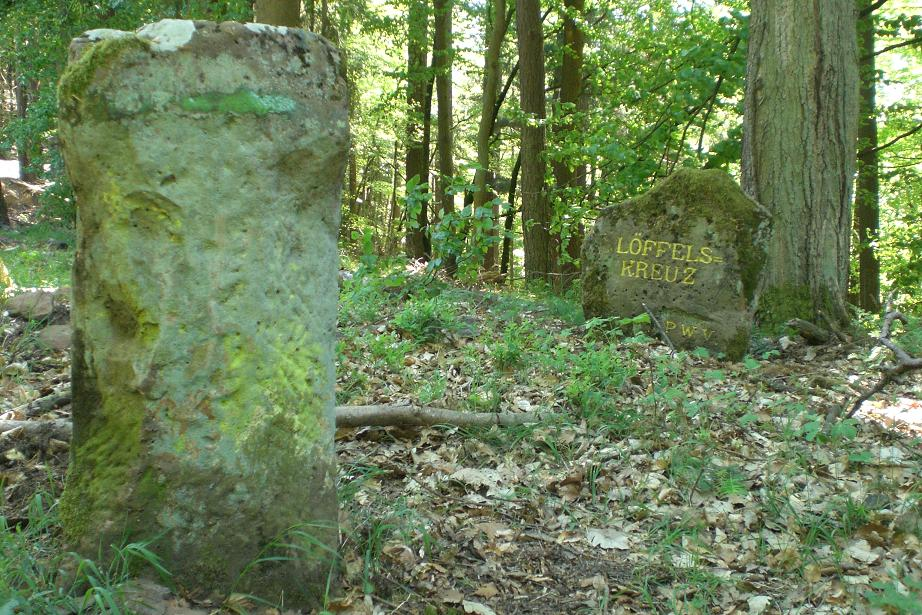
Ritterstein Löffelskreuz
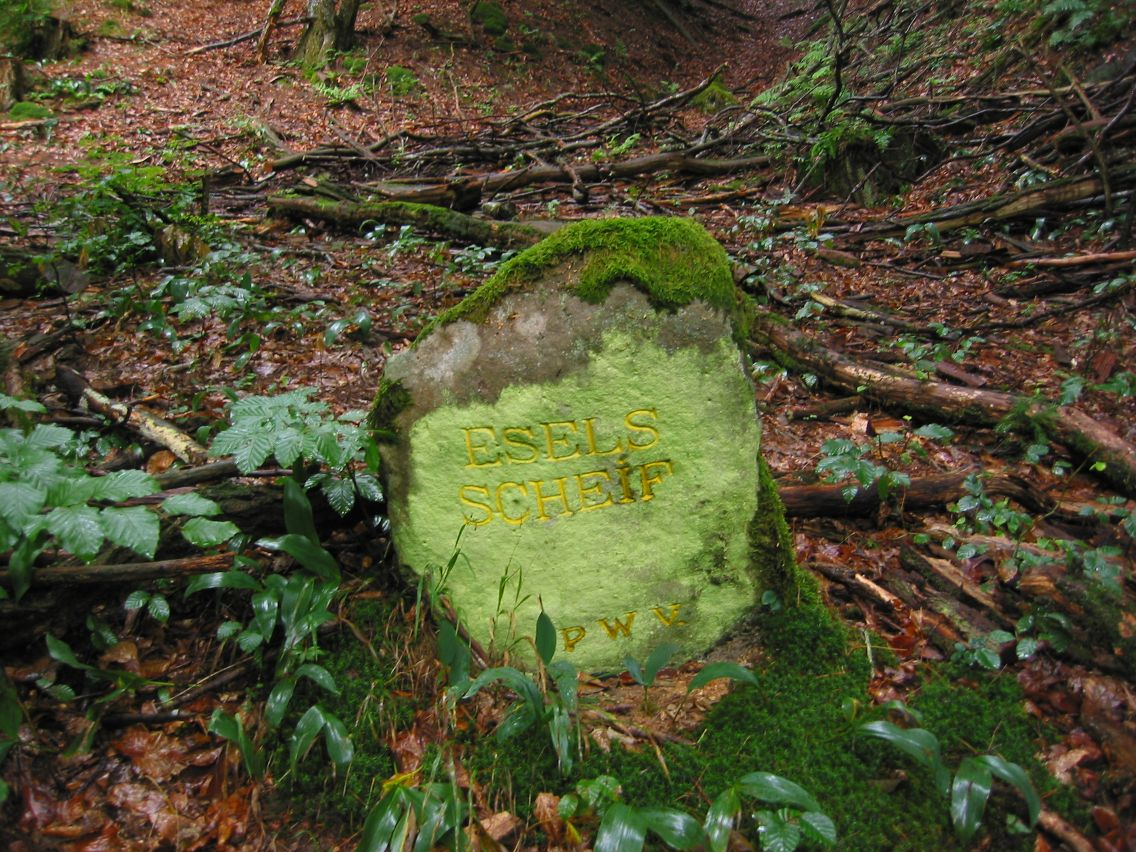
Ritterstein Eselsschleif

## Natur
Der Berg, der von Mischwald bedeckt ist, bildet das Zentrum der 333 ha großen „Kernzone Bobenthaler Knopf“ des Naturparks Pfälzerwald. Zunächst lediglich 319 Hektar groß, wurde sie nach 2017 um einen Bereich im Nordwesten erweitert. Nach dem Quellgebiet der Wieslauter und der Teufelsleiter stellt sie die drittgrößte Kernzone des Naturparks dar. Der größte Teil befindet sich auf Bobenthaler Gemarkung, lediglich ein kleiner Teil im Nordosten liegt auf dem Gebiet der Ortsgemeinde Böllenborn.

## Verkehr und Tourismus
Zwei Landesstraßen schließen den Berg von drei Seiten ein: Im Westen und Süden führt die Landesstraße 478 am Bobenthaler Knopf vorbei, im Osten die Landesstraße 492.
Entlang der Südwestflanke verläuft links der Wieslauter der Prädikatswanderweg Pfälzer Waldpfad. Hinzu kommt ein von Zweibrücken bis zum Rhein führender Wanderweg, der mit einem grünen Balken markiert ist und entlang der Südflanke verläuft.